# Oximirinos
Oximirinos (Oxymirini) é uma tribo monotípica de cerambicídeos da subfamília Lepturinae.

## Gênero
- Oxymirus Mulsant, 1863